# Johannes I Jozef van Liechtenstein
Johannes Baptist Jozef Adam Johannes Nepomuk Aloys Frans de Paula (Wenen, 26 juni 1760 - aldaar, 20 april 1836) was een Oostenrijks militair en van 1805 tot 1836 vorst van Liechtenstein. Hij was de tweede zoon van vorst Frans Jozef I die zijn jeugd overleefde.
Hij trad in 1782 in Oostenrijkse dienst en nam in 1788/1790 als majoor deel aan de Turkenoorlogen. Kort daarna streed hij in de Oostenrijkse Nederlanden tegen Frankrijk en werd daarom in 1794 tot majoor-generaal bevorderd. Gedurende de napoleontische oorlogen onderscheidde hij zich in de Slag aan de Trebbia, waarvoor hij werd beloond met de rang van luitenant-veldmaarschalk.
De dood van zijn broer Alois I bracht hem in maart 1805 op de troon van Liechtenstein, maar hij zette zijn militaire loopbaan voort door na de desastreuze Slag bij Ulm een uit de overgebleven legerafdelingen samengesteld korps over te nemen. Hij nam deel aan de Slag bij Austerlitz, tekende een wapenstilstand en op 26 december de Vrede van Presburg en leidde de onderhandelingen die resulteerden in de Vrede van Schönbrunn. Liechtenstein werd in 1806 in de Rijnbond opgenomen en zo als onafhankelijke natie erkend.
In de Vijfde Coalitieoorlog kreeg hij het opperbevel over het cavalerie- en grenadiersreservekorps. Hij onderscheidde zich bij Aspern en Wagram, waar hij Josef Radetzky bijstond. Toen aartshertog Karel het opperbevel neerlegde, nam Johannes dit over met de rang van veldmaarschalk.
Het Congres van Wenen erkende Liechtenstein in 1815 als soevereine staat. Johannes trad in dat jaar toe tot de Duitse Bond. Hij ontwikkelde in zijn vorstendom land- en bosbouw en reorganiseerde bestuur en rechtspraak ingrijpend. In 1818 schonk hij zijn land een grondwet.
In Liechtenstein en Wenen liet hij toonaangevende biedermeiertuinen en parken naar Engels voorbeeld aanleggen. Verder wijdde hij zich aan kunst en wetenschap. Hij stierf op 24 april 1836 te Wenen en werd opgevolgd door zijn oudste zoon Alois II. Uit zijn huwelijk (1792) met landgravin Josephine Sophie van Fürstenberg-Weitra werden naast de troonopvolger nog veertien kinderen geboren.
Karel I · Karel Eusebius · Hans Adam I · Jozef Wenceslaus · Anton Florian · Jozef Johan Adam · Jozef Wenceslaus · Johan Nepomuk Karel · Jozef Wenceslaus · Frans Jozef I · Alois I · Johannes I Jozef · Alois II · Johannes II · Frans I · Frans Jozef II · Hans Adam II
Charles-Joseph de Ligne · Joseph Alvinczy von Berberek · Heinrich von Bellegarde · Johannes I Jozef van Liechtenstein · Karl Philipp zu Schwarzenberg · Josef Radetzky von Radetz · Maximilian von Wimpffen · Alfred I zu Windisch-Graetz · Laval Nugent von Westmeath · Eugen Wratislaw von Mittrowitz-Nettolitzky · Heinrich von Heß · Albrecht van Oostenrijk-Teschen · Edmund zu Schwarzenberg
- Gemeinsame Normdatei: 122844653
- International Standard Name Identifier: 0000 0000 1287 8874
- Nationale Bibliotheek van Tsjechië: mzk2013768559
- Nederlandse Thesaurus van Auteursnamen: 355509318
- Virtual International Authority File: 74744919
- WorldCat: E39PBJqQBrmVGmgCHxKPqBQ6rq